# Quercus albicaulis
Quercus albicaulis — вид рослин з родини букових (Fagaceae), поширений у Китаї.

## Опис
Це дерево досягає 30 метрів. Гілочки спочатку білуваті, голі, циліндричні, потім дрібно борознисті, зі сочевичками. Листки від довгасто-еліптичних до яйцюватих або ланцетних, трохи шкірясті, 10–15 × 3–6 см; верхівка найчастіше загострена; основа округла або слабо клиноподібна; край цілий або дистанційно зубчастий; ніжка листка гладка, завдовжки 2–2.5 см. Жолуді довгасті, 4 см завдовжки, 2–3 см завширшки, гладкі; чашечка діаметром 2–3 см, з 6–8 блідо-коричневими запушеними концентричними кільцями, охоплює 1/3 або 1/2 горіха; дозрівають у перший рік (плоди в листопаді — грудні року після періоду цвітіння, що відбувається в жовтні).

## Середовище проживання
Вид поширений у Китаї (Хайнань). Цей вид зростає на висотах 200–600 метрів.